# هوانغ ثوي
هوانغ تي ثوي (من مواليد 15 مارس 1992) عارضة أزياء وحاملة لقب ملكة جمال فيتنامية. بدأت حياتها المهنية في عام 2011 ، بعد فوزها في النسخة الثانية من برنامج فيتنام نيكست توب موديل . شاركت ثوي لاحقًا في مسابقة ملكة جمال فيتنام 2017 ، حيث احتلت المركز الثاني. بعد عامين، في 6 مايو 2019، ورشحت ثوي رسميا ليكون ممثلة فيتنام في مسابقة ملكة جمال الكون 2019. ستكون هوانغ في السابعة والعشرين من عمرها هذا العام وهو الحد الأقصى للسن المشاركة في مسابقة ملكة جمال الكون، مما يجعلها الأولى والأخيرة في محاولة للفوز بالتاج المرغوب فيه لبلدها.

## نشأتها
وُلدت ثوي وترعرعت في بلدية تيان لام، مقاطعة تان غيا محافظة تان هوا في فيتنام لعائلة فقيرة مؤلفة من أربع بنات. عندما كانت صغيرة، اعتادت على بيع كعك الأرز على متن حافلات لمساعدة أسرتها. على الرغم من الصراعات المالية، واصلت أسرتها دعم بناتهم لمواصلة تعليمهم. تخرجت هوانغ من مدرسة تينه جيا الثانوية في عام 2010. كانت طالبة في تخصص التصميم الصناعي بجامعة هانوي المعمارية قبل المشاركة في الموسم الثاني من نيكست توب موديل في فيتنام ومتابعة عروض الأزياء بعد ذلك. في عام 2016 ، بدأت التسجيل في دورات تصميم الأزياء في سنترال سانت مارتينز في لندن.

## مسيرتها الهمنية
كانت أكبر نقطة تحول في حياتها المهنية هي عندما أصبحت الفائزة في برنامج فيتنام نيكست توب موديل في عام 2016 ، التحقت بدورة تصميم الأزياء في سنترال سانت مارتينز في لندن. لم تفقد الأمل أبدًا، فقد قضت أكبر وقت في حياتها في أسبوع الموضة في لندن وميلانو وباريس ونيويورك.
إنها ليست وجهًا معروفًا في صناعة الأزياء فحسب، بل إنها تتطوع أيضًا في أنشطة المجتمع، مثل كونها سفيرة البيئة لبرنامج «اخترت الحياة الخضراء» لتعزيز حماية البيئة ومنح المنازل والمنح الدراسية للفقراء في لونغ و.